# Archipelag Dampiera

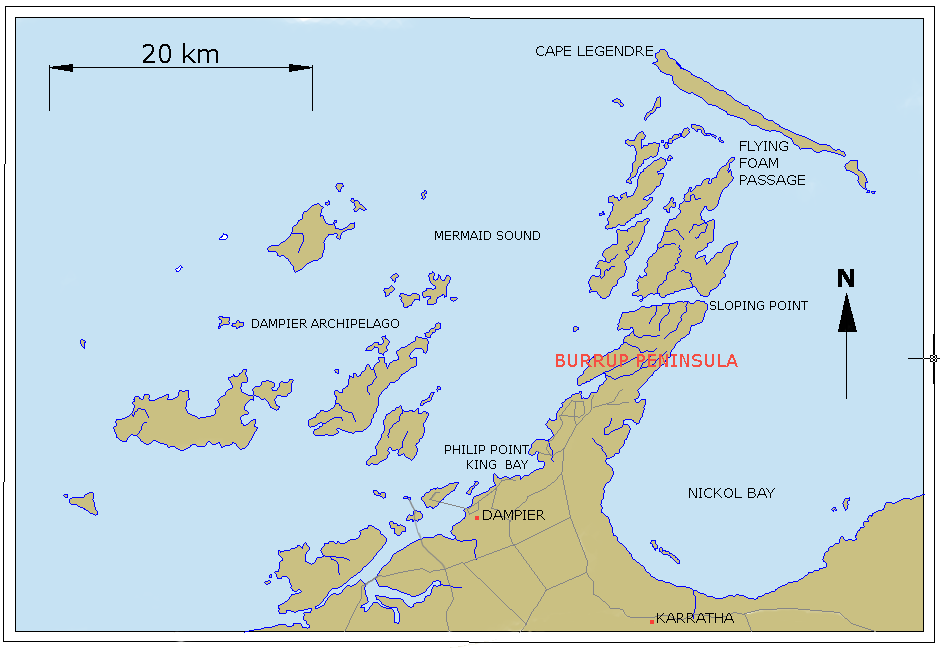
Mapa Archipelagu Dampiera i półwyspu Murujuga (Burrup)

Archipelag Dampiera (ang. Dampier Archipelago) – składa się z 42 wysp położonych u północnych wybrzeży Zachodniej Australii. Został odkryty w XVII wieku przez brytyjskiego odkrywcę, przyrodnika i zarazem korsarza Williama Dampiera i jemu też zawdzięcza swoją nazwę. Wyspy słyną z nieskażonych warunków dla rozwoju przyrody.